# Litsea ovalifolia
Litsea ovalifolia är en lagerväxtart som först beskrevs av Robert Wight, och fick sitt nu gällande namn av Henry Trimen. Litsea ovalifolia ingår i släktet Litsea och familjen lagerväxter. Inga underarter finns listade i Catalogue of Life.